# Marion Patrick Jones
Pour les articles homonymes, voir Patrick et Jones.
Marion Patrick Jones (16 août 1931 - 2 mars 2016) est une femme de lettres trinidadienne qui a suivi une formation en bibliothéconomie et en anthropologie sociale. Elle est également connue sous les noms de Marion Glean et Marion O'Callaghan (son nom de femme mariée). Vivant en Grande-Bretagne dans les années 1960, elle est également militante au sein de la communauté noire. Elle est l'autrice de deux romans notables : Pan Beat, parue pour la première fois en 1973, et J'Ouvert Morning (1976).

## Jeunesse
Jones est née dans le quartier de Woodbrook à Port-d'Espagne, la capitale de Trinité-et-Tobago, en 1934. Elle est diplômée du couvent St Joseph, une école de filles catholique à Port-d'Espagne dirigée par des religieuses irlandaises, les Sœurs de Saint-Joseph de Cluny. Elle fréquente ensuite le Collège impérial d'agriculture tropicale de Saint-Augustine, et est l'une des deux premières femmes à être admise.
Dans les années 1950, Jones se rend à New York, où elle obtient un diplôme en bibliothéconomie et paye ses études en travaillant dans une usine de céramique. Elle rentre ensuite chez elle pour devenir bibliothécaire agréée, en qualité de bibliothécaire principale à la Carnegie Library, à San Fernando,. Dans les années 1960, elle poursuit ses études en Grande-Bretagne, où elle obtient un baccalauréat ès sciences de l'Université de Londres. Elle fait aussi des études de troisième cycle en anthropologie sociale à la London School of Economics, écrivant une thèse sur la communauté chinoise à Trinidad.

## Activisme en Grande-Bretagne, années 1960
Pacifiste et quaker connue sous le nom de Marion Glean lors de son séjour en Grande-Bretagne, elle joue un rôle de premier plan au sein de la communauté noire et « contribue à une série de déclarations de militants postcoloniaux sur la “race” lors des élections générales de 1964, publié par Theodore Roszak, rédacteur en chef de Peace News »,. Comme Kalbir Shukra l’indique dans The Changing Pattern of Black Politics in Britain (1998) : « Après les élections, Alan Lovell et Michael Randle (en), qui étaient à la fois pacifistes et anciens membres du Comité des 100, ont écrit avec leurs amis pour Peace News, dont une femme asiatique, Ranjana Ash (membre active du Mouvement pour la liberté coloniale), CLR James et Barry Reckord (auteur et acteur afro-caribéen) ».
Le résultat initial est la création d’un groupe de discussion appelé Multi-Racial Britain ; lorsque Martin Luther King est sur le point de se rendre à Stockholm pour recevoir le prix Nobel de la paix, Glean convient avec Bayard Rustin de faire venir King à Londres pour qu'il prenne la parole lors d'une réunion présidée par David Pitt, . Selon le rapport du Guardian à l'époque, « Mme Glean et le chanoine L. John Collins ont réuni à la hâte une trentaine d'indiens, de pakistanais, d'antillais et d'africains... à l'hôtel Hilton de Londres, où le Dr King a parlé seulement quelques minutes. La discussion n'a duré qu'une heure et demie, mais à la fin, le nouveau mouvement a été formé et Mme Glean a été nommée secrétaire ». Le mouvement fondé lors de cette réunion en décembre 1964 est la Campagne contre la discrimination raciale (en) (CARD), lancée officiellement peu après,,,.

## Écrits, années 1970
Elle travaille en tant que directrice des programmes de sciences sociales pour l'UNESCO à Paris de 1965 à 1990, période durant laquelle elle utilise son nom de femme mariée, Marion O'Callaghan, ou Marion Glean O'Callaghan, pour ses écrits non romanesques, en particulier sur l'Afrique, Elle est également responsable du programme anti-apartheid.
En tant que Marion O'Callaghan, elle écrit des « Notes introductives » pour un colloque, The Sociological Theories; Race and Colonialism, publié par l'UNESCO en 1980.
Son premier roman, Pan Beat (1973), porte sur le steelband et l’implication des femmes dans son développement. Son autre roman, J'Ouvert Morning, est publié en 1976 et examine les problèmes de la classe moyenne dans une société à l'héritage colonial. Celles-ci sont publiées sous le nom de Marion Patrick Jones. Lloyd W. Brown commente son travail en ces termes : « Malgré la qualité d'opéra savant de son matériel narratif, les romans de Jones réussissent à devenir des documents fascinants d'une société en crise... malgré les tendances mélodramatiques de Jones, les personnages dessiné et le langage, en particulier dans J'Ouvert Morning, sont originaux et vivifiants ». Selon Jennifer Rahim (en), « la contribution inestimable de l'autrice à la littérature régionale est son analyse sensible de la classe moyenne urbaine trinidadienne, qui s'efforce d'échapper à la pauvreté et à l'anonymat ».
En tant que Marion O'Callaghan, elle écrit une chronique hebdomadaire dans le journal Trinidad and Tobago Newsday,.
Après avoir pris sa retraite de l'UNESCO en 1990, elle retourne vivre à Trinité-et-Tobago. Elle meurt à l'âge de 84 ans à son domicile de Port-l'Espagne le 2 mars 2016.

## Famille
Son père, Patrick Jones (1876-1965), d’origine africaine / chinoise, est un syndicaliste et un militant sociopolitique de premier plan au début du XXe siècle. C'était aussi un calypsonien bien connu qui utilisait le sobriquet « Cromwell, le Lord Protector » (populairement appelé "Chine Patrick"),, et chante ce qu'il appelle « le premier cariso politique » en 1920. En outre, il est le premier pyrotechnicien de Trinité-et-Tobago à fabriquer des feux d'artifice depuis la fin des années 1920.
Elle est mariée à Benoît Glean, et à la fin à Maurice O'Callaghan, qui est venu à la Trinité de Cork en Irlande pour aider à établir l'école des Frères de la Présentation à San Fernando à la fin de la Seconde Guerre mondiale,.

### Fiction
- (en) Pan Beat, 1973.
- (en) J'Ouvert Morning, 1976.

### Non-fiction
- (en) Namibia : The Effects of Apartheid on Culture and Education, Unesco, 1977, 169 p. (ISBN 978-92-3-101476-5)
- (en) Southern Rhodesia : The effects of a conquest society on education, culture, and information, Unesco, 1977, 293 p. (ISBN 978-92-3-101393-5)

## Crédit d'auteurs
- (en) Cet article est partiellement ou en totalité issu de l’article de Wikipédia en anglais intitulé « Marion Patrick Jones » (voir la liste des auteurs).